# 詹姆士角

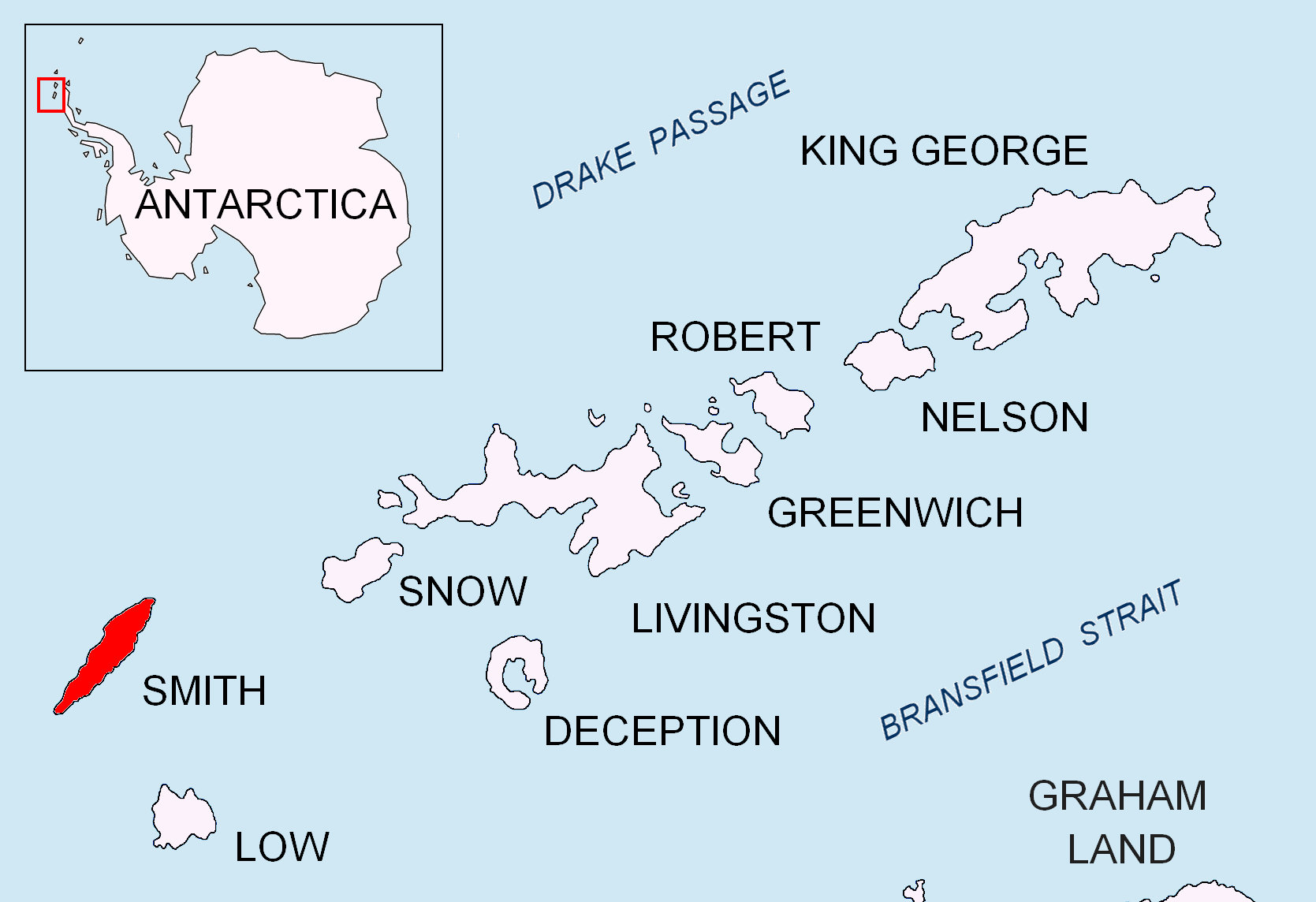

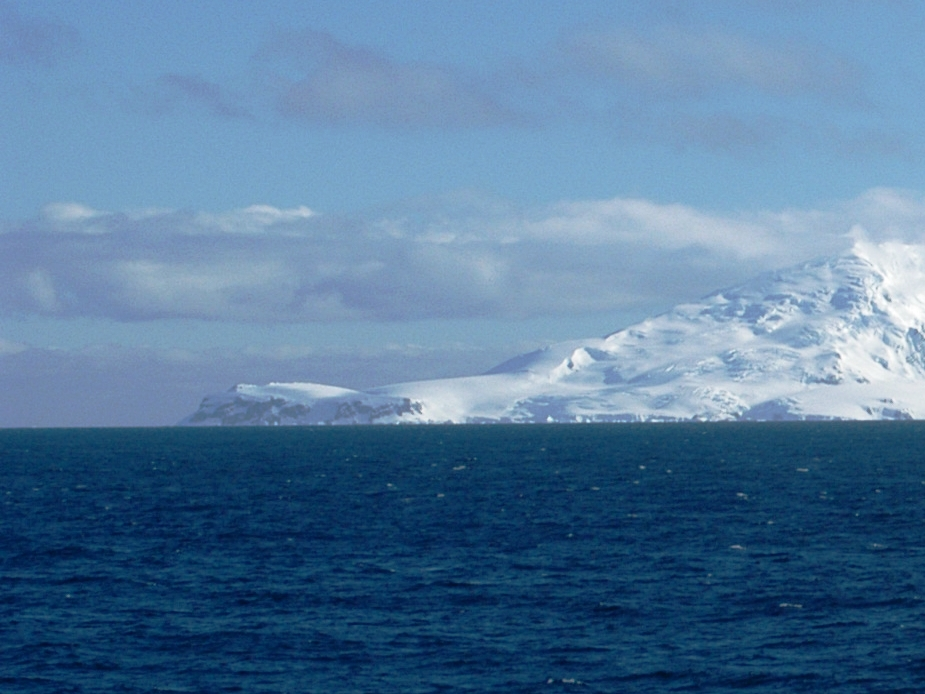

詹姆士角（英語：Cape James）是南極洲的海岬，位於南設得蘭群島的史密斯島南端，處於埃林佩林角西南面4.5公里、奧爾加納峰西南面6.8公里和蘇欣多爾角西南面3.55公里。

## 外部連結
- SCAR Composite Antarctic Gazetteer（页面存档备份，存于）.

63°05′50″S 62°43′01″W / 63.09722°S 62.71694°W